# Центурион (танк)
Центурион, A41 (англ. Centurion, A41) — британский средний танк. По западной классификации относится к основным боевым танкам первого поколения. Разработан в 1943—1945 годах для противостояния германским тяжёлым танкам в рамках концепции «универсального танка», который должен был заменить собой существовавшие ранее пехотные и крейсерские танки. Первые серийные «Центурионы» поступили в войска в 1945 году, уже после окончания боевых действий в Европе. Неоднократно модернизируясь, «Центурион» находился в серийном производстве с 1945 по 1962 год. Всего было выпущено 4423 танка этого типа, не считая машин на его базе.
«Центурион» составлял основу танкового парка Великобритании вплоть до середины 1960-х, когда был сменён основным боевым танком «Чифтен». Большая часть выпущенных танков была, в основном после снятия с вооружения, поставлена ряду других стран. Первое боевое применение «Центуриона» состоялось в Корейской войне, с тех пор он принимал участие во многих других конфликтах, в частности во Вьетнамской войне и ряде ближневосточных войн. По состоянию на 2007 год в основном снят с вооружения в большинстве стран, но всё ещё остаётся в строю в Израиле, Иордании, ЮАР и Сингапуре.

## Модификации
- Centurion Mk. 1 (FV4007) — базовая модификация с 76,2-мм пушкой QF 17 pounder и спаренной чешской модификацией 20-мм пушки Эрликон в литой башне. Выпущено около 100 единиц
- Centurion Mk. 2 (FV4007) — модификация со сварной башней. Выпущено более 700 единиц, в 1951—1952 годах все они были модернизированы до Mk 3
- Centurion Mk. 3 (FV4007) — модификация с 83,8-мм пушкой QF 20 pounder.
- Centurion Mk. 4 (FV4007) — танк «ближней поддержки» с 95-мм гаубицей вместо пушки. Ни один экземпляр изменён не был.
- Centurion Mk. 5 — модификация с 7,62-мм пулемётом M1919A4 вместо 7,92-мм BESA и рядом небольших изменений.
  - Centurion Mk. 5/1 (FV4011) — усиленная броня корпуса, спаренный пулемёт BESA заменён на M1919A4 и добавлен Браунинг M2 для пристрелки 20 фунтовой пушки.
  - Centurion Mk. 5/2  — со 105 мм пушкой L7.
- Centurion Mk. 6 — Mk 5 с установленными дополнительной бронёй и 105-мм пушкой L7.
  - Centurion Mk. 6/1 — добавлены приборы ночного видения.
- Centurion Mk. 7 (FV4007) — третий внутренний топливный бак.
  - Centurion Mk. 7/1 (FV4012) — Mk 7 с усиленным бронированием.
  - Centurion Mk. 7/2 (FV4012) — Mk 7 с пушкой L7.
- Centurion Mk. 8 — башня с новой маской орудия и новая командирская башенка.
  - Centurion Mk. 8/1 (FV4007) — Mk 8 с усиленным бронированием.
  - Centurion Mk. 8/2 (FV4007) — Mk 8 с улучшенной пушкой.
- Centurion Mk. 9 (FV4015) — Mk 7 с дополнительной бронёй и 105-мм пушкой L7.
  - Centurion Mk. 9/1 — вариант с приборами ночного видения.
  - Centurion Mk. 9/2 — вариант с пристрелочным 12,7-мм пулемётом M2HB.
- Centurion Mk. 10 (FV4017) — Mk 8 с дополнительной бронёй и 105-мм пушкой L7.
  - Centurion Mk. 10/1 — вариант с приборами ночного видения.
  - Centurion Mk. 10/2 — вариант с пристрелочным 12,7-мм пулемётом M2HB.
- Centurion Mk. 11 — переоборудованный Mk 6 с заменой спаренного пулемёта M1919A4 на M2HB, активными приборами ночного видения и оборудованием для подводного вождения.
- Centurion Mk. 12 — аналогично Mk 11, но на основе Mk 9.
- Centurion Mk. 13 — аналогично Mk 11, но на основе Mk 10.
- Centurion Shot — вариант израильской модернизации 1973 года танков Mk 3 — Mk 7. Был заменён силовой блок на модель из американского танка M60A1, вместе с дизелем AVDS-1792-2AC и гидромеханической трансмиссией CD-850-6A. Также было заменено электрооборудование, система противопожарного оборудования, средства связи. Вооружение состояло из 105-мм пушки L7A1 стабилизированной в двух плоскостях и с дублированной системой управления огня, спаренный и зенитный пулемёты Browning M1919A4. Израильская модернизация существенно повысила боевые характеристики танка. В дальнейшем, сохранившиеся шасси были использованы для постройки тяжелого бронетранспортёра «Пума».
- Olifant — глубокая модернизация танка для Южно-Африканских национальных сил обороны. Olifant Mk.1A был принят на вооружение в 1978, Mk.1В в 1991 и Mk.2 в 2007 году.
- Tariq — обозначение в армии Иордании.
- Strv 81 / 101 / 104 – "Центурионы" Mk 3 и Mk 10, а также их улучшенная с учётом опыта Израиля версия для ВС Швеции. Эти танки начали поступать на вооружение в 1954 году, а их применение закончилось в начале 2000-х.

## Машины на базе
- FV3802 — самоходная артиллерия, вооружённая с 87.6 мм пушкой, с двигателем в задней части как и пушка танка, но с пятью опорными катками на каждой стороне.
- FV3805 — прототип САУ с 140 мм пушкой, с двигателем спереди. Проект заморожен в 1960 году в пользу FV433. Единственный выживающий прототип FV3805, как известно, находится на острове Уайт на южном побережье Англии. Этот прототип был преобразован в транспортное средство артиллерийского наблюдения. По состоянию на август 2015 года, в настоящее время существует толпы источников, восстановление проекта в процессе, с намерением иметь транспортное средство в полном объёме и работоспособностью к 2017 году, где он, как надеются, должен быть способен управляться на праздновании 2017 года Tankfest на Бовингтонском Танковом музее.
- FV4004 Conway — прототип самоходки на базе корпуса Центурион Mk 3, с пушкой 120 мм L1 и пулемётом в башне, изготовленного из толстолистового проката. Одна машина была построена до того, как проект был отменен в 1951 году.
- FV4005 Stage 2 — экспериментальный истребитель танков с 183-мм пушкой, который был модифицированной версией BL 7.2-дюймовый гаубицы. Проект был начат в 1951/52 году, и развит в июле 1955 года. Он использовал легкобронированную, полностью закрытую и проходимую башню на корпусе Centurion. В августе 1957 года истребитель танков был демонтирован.
- FV4010 — тяжелый истребитель танков с противотанковой управляемой ракетой.
- FV4202 — 40-тонный Центурион. Использовался для открытий различных концепций, в дальнейшем использовавшихся на Чифтене.
- Centurion AVRE 105 — версия для инженерных войск со 105 мм пушкой L7.
- Centurion AVRE 165 — версия для инженерных войск с 165 мм короткоствольной пушкой L9A1.
- MAP — тяжёлый бронетранспортёр иорданского производства.
- Темсах — тяжёлый бронетранспортёр иорданского производства.

## На вооружении
- Великобритания — около 200 единиц, сняты с вооружения
- Австралия — 143 единицы, сняты с вооружения
- Австрия — сняты с вооружения
- Дания — 226 единиц, сняты с вооружения
- Египет — сняты с вооружения
- Израиль — 1080, из них на 2007 год оставалось 206[1]
- Индия — 244 единицы, сняты с вооружения
- Иордания — 292 единицы, на хранении по состоянию на 2010 год[2]
- Ирак — 50 единиц, сняты с вооружения
- Канада — 50 единиц, сняты с вооружения
- Кувейт — 50 единиц, сняты с вооружения
- Ливан — 40 единиц, сняты с вооружения
- Ливия — 10 единиц, сняты с вооружения
- Нидерланды — 343 единицы, сняты с вооружения
- Сингапур — около 80—100 единиц по состоянию на 2007 год[3]
- Сомали — 30 единиц, современный статус неясен
- Швейцария — 300 единиц, сняты с вооружения
- Швеция — 350 единиц, сняты с вооружения
- ЮАР — 334 единицы (141 модернизирован до уровня Olifant Mk.1A, 167 до Mk.1В и 26 до Mk.2), по состоянию на 2011 год[4]

## Боевое применение

### Корейская война
(1950—1953, Великобритания)
Танки «Центурион» 8-го Его Величества королевского ирландского гусарского полка прибыли в ноябре 1950 года. Всего в Корею было передислоцировано 64 таких танка, по 20 в трёх ротах и 4 командирских 8-го гусарского полка..
Не успевшим разгрузить танки британцам пришлось отступать под атаками китайцев. Обратная дорога оказалась очень трудной — далеко не все мосты выдерживали 50-тонные «Центурионы». В декабре один из «Центурионов» был захвачен китайцами, при том что эти танки ещё не сделали ни одного выстрела.
Полк отступил и занял оборону на рубеже реки Хань. Здесь произошёл первый танковый бой в истории «Центуриона», по иронии судьбы произошедший против английского же танка. Этим танком был «Кромвель», захваченный у англичан и введенный в бой китайцами. В ходе дуэли «Центурион» одержал победу, уничтожив «Кромвель» с дистанции 2700 метров.
К 8 апреля 1951 года было выведено из строя от огня противника, поломок и застряло в грязи 13 «Центурионов». Другое сражение с их участием произошло во время битвы за реку Имджин в конце апреля 1951. Под натиском китайских войск «Центурионы» прикрывали отступление 29-й бригады. К 25 апреля войска ООН отступили.
К середине октября 1951 года противником в качестве трофеев было захвачено 3 танка «Центурион».
В мае 1952 года китайцам удалось подбить 2 «Центуриона». В июньских операциях 1952 года два взвода «Центурионов» совершили рейд в район высоты 156. По версии М. Никольского, 3 «Центуриона» и 2 БРЭМ были подбиты; по официальной канадской версии, сопротивление противника было очень слабым, но атака была прекращена из-за трудностей с продвижением по местности, при этом пять танков увязли в грязи (позднее были эвакуированы). Британские танки сыграли ключевую роль в обороне позиции «Hook» в 1952 году, отбивая атаки китайской пехоты.
Потери за 1952 год неизвестны; известно, что один захваченный подбитый «Центурион» северокорейцы отправили в Советский Союз. В целом из-за особенностей местности (холмы, болота, рисовые чеки) и специфики боевых действий «Центурионы» чаще использовались как огневые точки, занимая высоты и ведя огонь прямой наводкой, уничтожали укрепления и подавляли артиллерию, весьма успешно боролись с многочисленной пехотой противника. Бронебойные снаряды пушки «Центуриона» пробивали лобовую броню советских танков Т-34 с дистанции как минимум 2800 ярдов.

### Британский корпус в Египте иСуэцкий кризис
(1956, Великобритания)
В 1949 Египет заключил сделку и оплатил покупку у Великобритании 80 танков «Центурион». Египет стал первой страной, закупившей эти танки. Первые 7 танков были поставлены в мае 1950 года, 2 в октябре и 7 в ноябре. В дальнейшем из-за обострения отношений между странами поставки танков прекратились.
Несколько подразделений, вооружённых «Центурионами», имелось в британском корпусе на территории Египта. В декабре 1951 года британские танки проехались по жилым кварталам города Суэц раздавив 50 жилых глиняных домов египтян с целью проложить дорогу. Операция проводилась без согласия египетской стороны, а египетские полицейские ничего не смогли противопоставить танкам чтобы их остановить. Произошёл рост напряжённости между сторонами.
В январе 1952 года в Исмаилии разгорелись бои между египетскими полицейскими и английскими военнослужащими. 25 января шесть британских «Центурионов» 4-го королевского танкового полка штурмом взяли полицейский участок в Исмаилии. Танки выпустили по египтянам 23 84-мм снаряда, египтяне в свою очередь бросали в них «коктейли Молотова».
После нормализации отношений в 1955 году Великобритания поставила Египту ещё 16 танков, а к 1956 году египтяне получили из Великобритании 41 танк «Центурион» Но вскоре между Великобританией и Египтом противоречия стали ещё больше и между странами началась война..
В ходе войны 1956 года британские танки сыграли важную роль, совместно с отрядами Королевской морской пехоты и коммандос захватив Порт-Саид. Всего было задействовано 14 британских «Центурионов» 6-го королевского танкового полка. Об использовании египетских танков ничего неизвестно. По всей видимости, они стояли на обороне Каира. По заявлениям исследователя Спенсера Такера несколько египетских «Центурионов» было захвачено Израилем.

### Гражданская война в Северном Йемене
(1962, Великобритания)
Британские «Центурионы» принимали участие в боях со сторонниками Йеменской Арабской республики.

### Военные перевороты в Ираке
(Ирак, Великобритания, Кувейт)
Первые 12 танков «Центурион» Ирак заказал у Великобритании в конце 1955 года. США оплатило часть стоимости покупки танков. Израиль выразил протест в связи с продажей английских танков Ираку. Всего за 1955—1956 годы было поставлено около 55 танков Centurion Mk.5/1 и Mk.3, которые были приняты на вооружение 4-го танкового батальона и составляли основу танковых войск Ирака до конца 1960-х годов. Есть информация, что всего в Ирак было поставлено 120 танков этого типа. Возможно это общее количество заказанных.
Возможно иракские «Центурионы» участвовали в подавлении восстаний в конце 1950-х годов. В мае 1961 года Великобритания поставила 18 танков «Центурион» Кувейту. В середине 1961 года обострилась обстановка на кувейтско-иракской границе. Кувейтских танков явно было не достаточно чтобы сдержать иракскую армию. Для защиты от возможного нападения в июле в ходе операции «Выгодная позиция» Великобритания перебросила в Кувейт несколько десятков своих танков «Центурион» (только на большом десантном корабле «Страйкер» были доставлены 14 танков), ещё 16 танков были переданы Кувейту.
Первый раз иракские танки были массово применены в бою 8 февраля 1963 года во время государственного переворота. Перед началом переворота 4-й танковый батальон под командованием подполковника Кхалида Макки аль-Хашими находился в 30 километрах к западу от Багдада в деревне Абу-Грейб, неподалёку от военной базы аль-Хабания. Повстанцы начали свое движение утром 8 февраля из провинции аль-Анбар, практически не встречая сопротивления они захватили расположение 4-го батальона, его командира на месте не было. Из более чем 50 захваченных «Центурионов» только одна рота из 17 танков находилась в боеготовом состоянии. Повстанцы разделили танки на несколько групп, 2 «Центуриона» остались охранять расположение танкового батальона, 2 на захват радиостанции в Абу-Грейб, 3 на захват здания правительственного новостного агентства на западе Багдада, 3 на захват военной базы правительственных войск ар-Рашид в 10 километрах к югу от Багдада и 7 на захват министерства обороны. Народное ополчение с палками и полицейские с пистолетами ничего не могли сделать тяжелобронированным машинам. Только в столице повстанцам правительственные войска оказали достойное сопротивление и группа в составе 7 «Центурионов» была разгромлена. Днём группа из 3 танков смогла прорваться и открыла огонь по корпусу министерства обороны. Утром 9 февраля огнём танков были подавлены последние позиции правительственных сил.
10 июня новое иракское правительство бросило танки на север страны для подавления курдских восстаний. В ходе боевых действий пострадало большое количество мирных курдов. Из Великобритании в Багдад была отправлена группа специалистов для ремонта сломавшихся и повреждённых в бою танков. В ноябре иракские «Центурионы» снова были выведены на улицы Багдада, во время государственного переворота. Против курдов танки применялись до конца 1965 года.

### Война за воду
(1964—1965, Израиль)
В 1950-х Израиль выражал протесты по поводу продажи Великобританией «Центурионов» арабским странам и сам заказал несколько десятков таких танков. Первые 16 танков Израиль получил лишь в 1959 году. В 1960 году были поставлены ещё 26 танков, несколько из которых были вооружены новейшими 105-мм пушками. Всего с 1959 по 1962 годы в Израиль было поставлено 139 «Центурионов». В 1963 поставок не было. И к моменту обострения отношений с Сирией у израильтян имелось около 150 таких танков.
Во время столкновения 3 ноября 1964 года рота израильских «Центурионов», вооружённых 105-мм пушками атаковала два сирийских танка PzKpfw IV. С дистанции 800 метров израильские танки выпустили около 90 снарядов, но из за неудовлетворительной подготовки танкистов не добились ни одного попадания. Сирийцы ответным огнём убили 8 солдат и уничтожили 2 трактора. 13 ноября 1964 года после атаки сирийцами еврейских поселений, танки «Центурион» с уже переобученными экипажами уничтожили первыми же выстрелами 2 PzKpfw IV и 2 безоткатных орудия противника, после чего с расстояния до 10 км расстреляли строительную технику сирийцев.
12 августа 1965 года один взвод «Центурионов» и один взвод «супершерманов» вели перестрелку с сирийцами в районе лавового плато Коразим возле Альмагора. В результате перестрелки «Центурион» со стрелком генералом Талем смог подбить один танк неопределённого типа и одну «тридатьчетвёрку», прежде чем сам был выведен из строя 85-мм снарядом из Т-34-85.

### Война во Вьетнаме
(1965—1973, Австралия) — первая рота «Центурионов» прибыла 24 февраля 1968 года, несмотря на критику австралийского парламента. Всего войну прошли 58 танков, 42 из которых были выведены из строя в результате боевых повреждений, из них 6 были уничтожены. Танк заслужил у вьетнамцев славу очень опасного противника, по их мнению подбить его из РПГ было чрезвычайно трудно, партизаны пытались вывести из строя экипаж, стреляя с деревьев над танком, в надежде поразить его через приоткрытые люки.

### Вторая индо-пакистанская война
(1965, Индия)
В 1955 году Индия заказала у Великобритании 244 танка «Центурион». Перед войной 1965 года Индия имела 186 таких танков в составе 4 бронетанковых полков: 3-й, 4-й, 16-й и 17-й. При этом индийцы значительно уступали Пакистану в количестве современных танков, у пакистанцев имелось 432 M47 и M48.
7 сентября разгорелись танковые бои в районе Филлоры, на её направлении наступало 4 индийских бронетанковых полка: «Центурионы» 4-го, 16-го и 17-го полков 1-й бронетанковой дивизии и 62-й полк «Шерманов». Пакистанцы в этом районе имели 7 бронетанковых полков: 10-й, 11-й, 13-й и 22-й в составе 6-й бронетанковой дивизии имели танки «Паттон» и небольшое число M36B2, в составе 15-й пехотной дивизии были «Чаффи» 20-го, «Паттоны» 25-го и «Шерманы» 31-го полков. В первой крупной встрече «Центурионов» с американскими танками победу одержала индийская сторона: силы 1-й дивизии разбили силы 6-й и 15-й дивизий в районе Сиалкота, пакистанцы безвозвратно потеряли 66 танков, индийцы безвозвратно потеряли лишь 6 «Центурионов».
Индийские «Центурионы» 3-го полка стали основной силой, участвовавшей в разгроме пакистанских «Паттонов» M47/48 8-10 сентября во время сражения при Асал-Уттаре, крупнейшего танкового сражения войны. 97 пакистанских танков было уничтожено и захвачено, включая 72 танка «Паттон». Непосредственно от огня «Центурионов» 3-го полка пакистанцы потеряли 58 танков «Паттон», 6 «Чаффи», 2 «Шермана», 2 БТР M113, 8 безоткатных орудий и зенитным огнём был подбит один истребитель «Сейбр». Индийцы в ходе сражения потеряли 32 танка всех типов подбитыми. Пакистанцы прозвали Асал-Уттар «кладбищем Паттонов».
12 сентября произошёл довольно редкий случай в истории, «Центурион» 17-го полка «Poona Horse» командира Наиба Рисальдар Харбхаджан Сингха и наводчика Совара Харбанс Сингха выстрелом осколочно-фугасного 84-мм снаряда сбил пакистанский вертолёт Bell OH-13.
16 сентября после Филлоры индийская 1-я бронетанковая дивизия, в составе 4-го, 16-го и 17-го полков, начала наступление на Чавинду. Пакистанские «Паттоны» и расчёты ПТРК разбили наступающие индийские «Центурионы» 17-го полка возле деревни Бутур Дагранди. 23 сентября сражение закончилось, было выведено из строя 76 пакистанских танков (индийцы заявляли о 170), из них 44 было уничтожено или брошено. Индийские потери также были тяжелыми, было выведено из строя 70 танков (пакистанцы заявляли о 120), из них 29 было уничтожено или брошено. Это был единственный проигранный «Центурионами» бой «Паттонам» во всей войне.
«Центурионы» 4-го бронетанкового полка «Hodson’s Horse» в ходе всей войны записали на свой счёт 79 танков и 17 безоткатных орудий противника.
В ходе войны выяснилось, что 84-мм снаряды «Центурионов» уверенно пробивают лобовую броню «Паттонов» на дистанции до 1200 метров, в то время как 90-мм снаряды американских танков пробивали лобовую броню «Центурионов» лишь на дистанции до 800 метров. Это серьёзное преимущество активно использовали индийские танкисты.

### Шестидневная война
(1967, Израиль, Иордания, Египет)
Задействованные «Центурионы»:
Египетский фронт: Израиль — 256 танков с 105-мм пушками (58 в 7-й бригаде, 77 в 200-й, 79 в 520-й, 38 в 14-й и 4 в 49-й дивизии), Египет — 30 танков с 84-мм пушками (один батальон).
Иорданский фронт: Израиль — 12 танков с 105-мм пушками (10-я бригада), 10 танков с 84-мм пушками (рота Мецгера), Иордания — 44 танка с 84-мм пушками (10-й полк).
Сирийский фронт: Израиль — 15 танков с 105-мм пушками (37-я бригада).
- Египетский фронт

В первой крупной встрече «Центурионов» с советскими танками победу одержала израильская сторона: 20 израильских танков уничтожили 32 египетских Т-54/Т-55 в районе Бир Лахфан. В ходе сражения за Эль-Ариш египтяне отбили три атаки израильских «Центурионов» 7-й бригады, уничтожив 17 танков. У многих «Центурионов» в ходе вторжения кончалось горючее: египтяне расстреливали машины снабжения, следовавшие за танками. Израильские танки, у которых ещё оставалось топливо, брали их на буксир и те прямо на буксире продолжали стрелять в египтян. В ходе четырёхчасового сражения за Нахла израильские танки и авиация смогли окружить и уничтожить не менее 6 египетских «Центурионов». В дальнейшем, продвигаясь к Суэцкому каналу в район Исмаилии, «Центурионы» израильской танковой бригады, ведя упорные бои с египетскими войсками, уничтожили ещё около 100 Т-54/55, потеряв при этом 10 своих танков.
Одной из самых главных побед «Центурионов» в Синае была танковая битва при Абу-Агейле. Для обороны египтяне задействовали два батальона в составе 66 танков Т-34-85. Израильтяне противопоставили им для наступления около 230 танков, в том числе 124 танка «Центурион». Бой утром 6 июня продлился около двух часов и привёл к тому что египетские части оказались окружены и были атакованы с нескольких сторон. В ходе окружения израильские танки 38-й и 31-й дивизий участвовали в перестрелках друг с другом, тем не менее оба египетских батальона были разгромлены, за всё время сражения было подбито 40 египетских танков из 66. Израильтяне потеряли 19 танков, в основном «Центурионов», 42 убитыми и 140 ранеными.
Из 717 участвовавших израильских танков было выведено из строя 132, включая 53 танка «Центурион».
Из 935 участвовавших египетских танков и САУ было выведено из строя несколько сотен единиц. В разных источниках называются разные цифры потерь тяжёлой бронетехники, согласно данным израильских историков было выведено из строя около 530, согласно заявлениям М. Никольского потери составили более 820, значительная часть машин была брошена в исправном состоянии.. Все 30 «Центурионов» были потеряны.
- Иорданский фронт

В ходе боя 7 июня на дороге между Куфейром и Тубасом израильские «Центурионы» уничтожили 16 иорданских M47/48. В Тубасе израильские танки попали в засаду и три из них были уничтожены. Иорданская сторона также имела «Центурионы», но принять участия в танковых сражениях они не успели — иорданцы бросили 30 танков 10-го отдельного бронетанкового полка, которые были позже захвачены израильтянами.
Есть информация, что для восполнения иорданских потерь Ирак отдал Иордании часть своих «Центурионов».
- Сирийский фронт

Участвовали в столкновениях с сирийской армией на Голанских высотах.

### Война на истощение
(1967—1973, Израиль, Иордания, Египет)
21 марта 1968 года во время сражения при Караме, крупнейшей танковой битвы войны на истощение, Израиль задействовал для вторжения 44 танка «Центурион» 7-й бронетанковой бригады. Также имелись 3 БРЭМ и несколько танков «Шерман». Иордания противопоставила им около 100 танков M47/48 («Паттон») 60-й бригады.
В ходе танкового сражения Иордания потеряла 33 танка «Паттон» подбитыми (из них 13 безвозвратно), также были подбиты 39 лёгких бронемашин и потеряны около 10 орудий. Есть информация, что 2 из 13 потерянных танков достались израильтянам в качестве трофеев.
Потери израильтян составили 30 подбитых танков «Центурион», из которых 2 боеспособных и 1 сгоревший остались на территории противника, 6 получили критические повреждения но были отбуксированы и 21 получили не критические повреждения. Кроме этого был брошен 1 сгоревший танк «Шерман». Трофейные танки были выставлены в Аммане. Также были подбиты несколько лёгких бронемашин, потерь орудий не было. Таким образом, битва при Караме была довольно жестоким танковым сражением, в котором за один день было подбито свыше 100 единиц бронетехники.
9 июля 1969 года рота египетских коммандос совершила рейд на другую сторону Суэцкого канала. Египтянам удалось прорваться к танковому парку и уничтожить от 2 до 5 танков «Центурион», убить 8 израильских солдат, ранить 9 и 1 танкиста взять в плен. После чего коммандос вернулись на другой берег.
21 января 1970 года израильская армия при поддержке более 60 бронемашин атаковала палестинские лагеря на границе с Иорданией. В ходе столкновения было уничтожено 2 израильских танка.
За время всей войны на истощение Израиль потерял 72 танка, значительная часть из которых были «Центурионы». Неясно включены ли сюда потери на сирийском и иорданском фронте либо это потери только на египетском фронте.
27 июня 1970 года израильские войска на Голанских высотах начали операцию «Килтон-10», в которой участвовал 74-й танковый батальон из примерно 30 «Центурионов». Согласно заявлениям одних израильских источников в этой операции было уничтожено около 35 сирийских танков Т-55, в то же время по данным других израильских источников было подбито около 30 сирийских танков и САУ, включая Т-34-85 и СУ-100.. Ни одно из этих заявлений не имело подтверждения от сирийской стороны, по данным Сирии за время всей «Войны на истощение» сирийские потери составили 18 танков.
В столкновениях на Голанских высотах зимой 1972—1973 годов израильские танки первый раз встретились с переносными ПТРК «Малютка». Сирийцы с их помощью уничтожили несколько израильских танков.

### Чёрный сентябрь
(1970—1971, Иордания) — «Центурионы» принимали участие в отражении сирийского вторжения 1970 и сами вторглись на территорию Сирии в 1971 году.
В середине сентября 1970 года разгорелись бои между правительственными войсками Иордании и палестинцами. Иорданцы задействовали 40-ю танковую бригаду, вооружённую примерно 100 «Центурионами». Палестинцы также имели несколько таких танков, но неясно это были трофеи или они были переданы иорданцами до этого.
20 сентября на территорию Иордании по направлению к городу Эр-Рамта вторглись две сирийских танковых бригады в составе около 250 танков. Возле городского блокпоста сирийские танки разгромили роту иорданских танков, которые потеряли 6 «Центурионов». На следующий день на холме к югу от Эр-Рамта произошло главное танковое сражение, в ходе которого сирийские танкисты разгромили иорданцев, открыв дорогу к Амману. В ходе боя было уничтожено 19 иорданских «Центурионов» и 10 сирийских Т-54/55. За два дня сирийские танки прошли от 15 до 18 миль. Остановить сирийцев смогла только авиация.
По данным израильской разведки в сентябрьских боях всего было подбито от 75 до 90 иорданских танков (из 200). Сирия в ходе вторжения потеряла от 62 до 135 танков (из 250). Потери палестинских танков неизвестны.
12 августа 1971 года группа иорданских танков вторглась на сирийскую территорию и попыталась обстрелять пограничный пост. Ответным огнём было уничтожено 4 иорданских «Центуриона». 13 августа сирийские танки совершили ответный рейд. К концу окончания боёв иорданские потери возросли до 9 танков.

### Третья индо-пакистанская война
(1971, Индия)
Перед началом войны Индия имела около 200 танков «Центурион» и около 300 «Виджаянта» («Виккерс»).
Наиболее известный эпизод с участием индийских «Центурионов» произошёл во время битвы у реки Басантар. Во время решающего сражения 16 декабря на берегу реки взвод из трёх индийских танков «Центурион», под командованием 2-го лейтенанта Аруна Хетарпаля, смог отбить атаку численно-превосходящих сил (двух рот M48) пакистанцев. Ценой своей гибели они уничтожили 13 пакистанских «Паттонов». Последующие контратаки пакистанцев были также отбиты и индийцы продолжили наступление.. Утром 17 декабря перед самым перемирием пакистанцы решили провести последнюю попытку выбить индийцев с плацдарма деревни Джарпал на берегу Басантара. В атаке должны были участвовать 35-й пограничный батальон и 27-й танковый батальон. Из-за дезорганизации 35-й батальон начал атаку без поддержки танков, получившие приказ о поддержке наступления пакистанские артиллеристы также не открыли огонь по Джарпалу. Как указывал пакистанский историк Агха Амин, индийские «Центурионы» устроили настоящую бойню не имевшим никакой тяжёлой поддержки пакистанским пограничникам. Около 85 убитых пакистанцев вместе с командиром усеяли местность перед индийскими танками. Через несколько минут было объявлено перемирие.

### Операция «Машинист»
(1972, Англия) Английские «Центурион» AVRE участвовали в подавлении ирландского восстания в июле 1972 года.

### Война Судного дня
(1973, Израиль, Иордания)
- Сирийский фронт

На сирийском фронте Израиль имел 680 танков «Центурион» в составе 7-й (74-й, 77-й и 82-й батальоны и 71-й батальон 460-й бригады), 188-й (39-й и 53-й батальоны), 179-й (96-й, 266-й и 278-й батальоны), 679-й (57-й, 93-й и 289-й батальоны), 205-й (61-й, 94-й и 125-й батальоны) и 164-й (104-й, 106-й и 183-й батальоны) танковых бригадах, а также в нескольких отдельных танковых батальонах.
На Голанских высотах, в первом эшелоне обороны Израиль располагал 220-ю танками, включая 177 танков «Центурион-Шот» в составе двух бригад. Сирия располагала в первом эшелоне 846 танками Т-54, Т-55 и Т-62. С учётом второго эшелона, израильтяне на этом фронте имели 900 танков, сирийцы 1233 и марокканцы 30, кроме того в ходе войны прибыли подкрепления из 300 иракских танков, 160 иорданских «Центурионов» 40-й и 60-й бригад и после объявления перемирия кувейтской бригады в составе 70 «Виккерсов».
В начале войны 177 израильских танков «Центурион» (ещё 5 «Центурионов» были в небоеготовом состоянии) передовой линии обороны сдерживали наступление 600 сирийских танков на северном фронте. Уже к концу первого дня к израильтянам прибыли подкрепления «Шотов» из 679-й бригады и немногим позже «Шотов» 179-й бригады (всего 21 танк). Днём следующего дня израильтяне получили подкрепление в составе 74 «Шотов» 179-й бригады, 24 679-й бригады и 47 «Супершерманов» 377-го батальона 9-й механизированной бригады. К концу дня прибыли «Супершерманы» 95-го батальона 4-й механизированной бригады. Сирийская армия ввела в бой 1-ю бронетанковую дивизию в составе 230 танков. В ходе боёв один «Центурион» под командованием майора Шмуэля Аскарова уничтожил 35 Т-54/55 и большое количество бронетранспортёров. Бой имел место ночью, но описан только со слов израильского журналиста и не подтверждается самими участниками. В бою израильская танковая рота потеряла 9 из 10 машин. Последний «Центурион» был поврежден и обездвижен. В результате боя было подбито около 6-8 Т-54 предположительно. Точных данных нет, так как бой был ночью. Известен подвиг лейтенанта Цви Грингольда, воевавшего на «Центурионах» и уничтожившего не менее 20 сирийских танков, при этом он сам сменил шесть танков. 7-го октября сирийский танкист Т-62 застрелил командира 188-й израильской бригады полковника Ицхак Бен-Шохама и его заместителя подполковника Давида Исраэли. В 188-й бригаде осталась всего 1 боеспособная машина из 77, за 7-8 октября бригада уничтожила более 100 сирийских танков и ещё 30 прорвавшись на помощь 7-й бригаде. 8-го октября сирийцы ввели в бой 3-ю бронетанковую дивизию в составе 230 танков. Потери 7-й израильской бригады, участвовавшей в танковом сражении в «долине слёз», составили 98 из 105 танков «Центурион», командир 71-го батальона подполковник Мишулам Кармели (Рэйтс) погиб. Сирийцы в «долине слёз» потеряли от действий 7-й бригады 230 танков и до 200 других бронемашин. К этому времени израильтяне получили уже полноценные подкрепления и перешли в контрнаступление.
11 октября, после крупной артиллерийской подготовки, израильтяне начали массированное контрнаступление. По направлению к н.п. Хан Анраба наступала израильская 210-я бронетанковая дивизия (44 «Центурионов» 179-я бригады и около 60 «Центурионов» 679-й бригады). Ценой тяжёлых потерь от огня сирийских Т-34-85 121-й мехбригады н.п. Хан Арнаба удалось взять. В 179-й бригаде к моменту окончания танкового боя осталось всего 5 боеспособных «Центурионов».
Утром 12 октября 20 «Центурионов» попытались обойти позиции сирийцев, обороняющих Тель-Шамс. Израильские танки провели три атаки, однако все три атаки были отбиты расчётами «Малюток», которые подбили 18 из 20 танков.
В ночь с 12 на 13 октября «Центурионы» совместно с более старыми «Супершерманами» разгромили шедшую в атаку 3-ю бронетанковую дивизию Ирака, вооружённую Т-55; иракцы потеряли от 80 до 120 танков. По утверждениям Барятинского израильтяне потерь не имели, по официальным данным США израильтяне в бою с 3-й иракской дивизией потеряли 7 танков и 150 человек убитыми и ранеными. Днём на Голанские высоты прибыло подразделение «Нати» (батальон танков «Центурион»). После этого боя израильское контрнаступление уже окончательно выдохлось.
16 октября 80 иорданских «Центурионов» 40-й бригады пошли в наступление. В ходе танкового боя с израильскими «Центурионами» 179-й бригады иорданцы потеряли 28 танков и вернулись на исходные позиции. Во время второй атаки иорданцы потеряли ещё 12 танков. В ходе танкового боя с иракцами были убиты командиры израильских 39-го и 125-го танковых батальонов подполковник Йоав Васпи и подполковник Тувиа Торен.
19 октября произошёл последний крупный танковый бой на Голанских высотах, когда израильские позиции были атакованы 120-ю танками. Атака началась утром. В 7:00 иорданская формация «Центурионов» двигаясь двумя колоннами к Ум Батне (Um Batne) застала врасплох и разбила группу израильских танков, уничтожив до 10 из них, уцелевшие израильские танки отступили к Джабе (Jaba). Преследуя их к юго-западу от Джабы иорданцы сами попали в засаду, не меньше 4 «Центурионов» получили попадания ПТУР «TOW». Всего в ходе танковых боёв в этот день было уничтожено 15 израильских танков, арабы потеряли от 35 до 40 танков (включая 10-20 иорданских «Центурионов», 10-15 иракских Т-55 и около 10 сирийских танков). Основной удар на себя приняла израильская 205-я танковая бригада, в которой к моменту окончания танкового боя осталось всего около 15 «Центурионов» и бригада была вынуждена отойти в тыл.
Потери израильских танков на Голанских высотах:
- 6—9 октября: до 150 танков.
- 9—12 октября: более 100 танков.
- 12—15 октября: более 100 танков.
- 15—24 октября: более 50 танков.

Всего было выведено из строя на Голанских высотах 400 израильских танков «Центурион» и «Супершерман», из них около 250 было потеряно за первые 6 дней войны. 188-я, 7-я, 179-я и 205-я бригады сокращались до менее чем роты боеспособных танков. Советские оценки израильских потерь полностью совпадают с израильскими данными и составляют 400 выведенных из строя танков.
За первые 6 дней войны на Голанах были подбиты 867 (627 Т-54/55 и 240 Т-62) арабских танков В ходе всей войны было подбито 1116 сирийских и марокканских танков (около 600 безвозвратно), подбито 33 иорданских «Центуриона» (18 безвозвратно), потери иракских танков точно неизвестны. В общей сумме, по данным ЦРУ, на сирийском фронте было подбито 1230 арабских танков всех государств, из них 587 танков были отремонтированы и возвращены в строй и безвозвратная часть составила 643 машины.
По состоянию на 24 октября Израиль на Голанском фронте располагал 450 танками (из около 900 участвующих, 400 были выведены из строя, несколько десятков были передислоцированы на Синай, дополнительных поставок на Голанские высоты не было). Арабская коалиция к окончания боевых действий на Голанском фронте имела 850 танков. Как видно, к объявлению перемирия, и у израильской и у арабских армий оставались достаточно мощные группировки для ведения боевых действий.
- Египетский фронт

На египетском фронте Израиль имел «Центурионы» в 217-й (113-й (190-й), 134-й и 142-й батальоны) и 500-й (429-й, 430-й и 433-й батальоны) бригадах и 198-м батальоне 460-й бригады. С Голанских высот на Синай была переведена 164-я (в начале войны) и 179-я (17 октября) бригады.
Утром 7 октября 198-й батальон 460-й бригады атаковал форсирующих канал египтян в районе Кантары. Египтяне смогли прорваться и батальон отступил на территорию города. Ночью египетские Т-62 15-й бригады и пехота штурмом взяли город, разгромив 198-й батальон, батальон потерял 37 танков «Центурион» из 44. В этот день на помощь разгромленной 252-й дивизии израильтяне отправили 162-ю дивизию под командованием Авраама Адана. 217-я бригада входившая в её состав была два раза остановлена ротой из 100 египетских коммандос, сброшенных с вертолётов. Израильтяне от огня ПТУР «Малютка» и РПГ-7 потеряли 30 танков «Центурион» и несколько бронетранспортёров (18 танков в первой засаде и 12 во второй). Адан запросил воздушную поддержку для 217-й бригады. Прилетевшие израильские самолёты сбросили бомбы на танки самого Адана. В результате к 8 октября в 217-й бригаде остался 71 танк.
8 октября на египетском фронте Израиль провел контратаку 2-й египетской армии силами 162-й и 143-й бронетанковых дивизий. Всего в ней участвовало более 400 израильских танков. Возле моста Фирдан несколько батальонов израильских танков попали в заранее подготовленную ловушку из танков Т-54/55 24-й бригады и пехоты и были разбиты. 80 «Центурионов» и «Паттонов» было уничтожено и захвачено, командир 190-го батальона 217-й бригады подполковник Асаф Ягури попал в плен, его заменил майор Самуил Гермети. К концу дня потери 162-й дивизии составили почти 100 танков, в основном «Центурионов». В полосе наступления 3-й армии израильтяне целый день получали подкрепления 164-й и 875-й бригад, которые шли на помощь 252-й дивизии в которой осталось всего 23 боеспособных танка. От огня египетских танков и в засадах пехоты израильтяне в полосе наступления 3-й армии потеряли 40 танков, в основном «Центурионов». 9 октября 162-я дивизия потеряла 12 танков и 252-я дивизия потеряла 18 танков, в основном «Центурионов».
10 октября египтяне остановили наступление. В этот день был уничтожен танк командира 429-го батальона Дона Сапира, командир погиб. Паузу обе стороны использовали чтобы отремонтировать подбитые танки и подтянуть резервы. 11-го октября одна из ремонтных рот 217-й бригады была разгромлена египетской авиацией. В этот день был уничтожен танк командира 190-го батальона Самуила Гермети, командир погиб. 12-го октября Израиль провёл небольшую контратаку, но она была отбита египтянами.
14 октября египетские войска перешли в генеральное наступление в котором участвовало 400 танков, им противостояло 750 израильских танков, а также множество ПТРК. «Центурионы» не сыграли значительной роли в этом сражении, египтян остановили в основном ПТУР, танки «Магах» и авиация. На самом северном секторе 6 израильских «Центурионов» 429-го батальона помогли 204-я мех. бригаде отразить атаку небольшого количества Т-34-85 135-й пех. бригады. К востоку от опорного пункта Мифрекет 198-й батальон «Центурионов» помог Ti-67 228-го батальона отразить атаку Т-55 136-й мех. бригады. 430-й батальон «Центурионов» помог 274-й бригаде Ti-67 отразить атаку Т-55 24-й бригады, 430-й батальон потерял два «Центуриона». Возле опорного пункта Митзва «Центурионы» 164-й бригады остановили батальон Т-62 25-й бригады. Было подбито около 15 танков. 4 «Центуриона» 164-й бригады помогли M48 401-й бригады отразить атаку Т-55 3-й бригады. Как видно 14 октября чистым вкладом «Центурионов» было лишь отражение атаки батальона 25-й бригады возле Митзва, во всех других боях «Центурионы» выступали в роли подкреплений и количество подбитых ими египетских танков было совсем небольшим.
16 октября «Центурионы» 217-й, 500-й и 460-й бригад участвовали в битве за «Китайскую ферму». В ходе жестокого танкового сражения с египетской 21-й бронетанковой дивизией израильтяне с 9 часов утра 16 октября до 2 часов дня 17 потеряли 96 танков, в основном «Центурионов», но смогли прорваться к Суэцкому каналу. Днём 17 октября израильские расчёты ПТУР при поддержке «Центурионов» из засады остановили наступление египетской танковой бригады, вооружённой Т-62. В огневой мешок около 150 израильских танков (14-я, 217-я, 500-я бригады) попали 75 египетских (25-я бригада). В результате значительная часть египетской бригады была уничтожена, по данным египетского историка Гаммал Хаммада бригада в этом бою потеряла 65 из 75 танков Т-62, ещё по одним египетским данным потери составляли «треть бригады», неясно это была разница безвозвратных потерь или что. Потери израильтян составили 3 танка «Центурион» 500-й бригады (2 на минах и 1 от ПТУР), 1 M60 87-го разведбата, также несколько человек личного состава 500-й бригады было убито во время налёта восьмёрки МиГ-17, прикрывавших отход 25-й бригады. 18 октября во время переправы в результате прямого попадания осколочно-фугасного снаряда в понтон Gillois утонуло 2 танка «Центурион» 500-й бригады, погибло 6 танкистов.
18 октября перешедшие на другой берег израильские 162-я и 143-я дивизия начали наступление на Суэц и Исмаилию.
19 октября 429-й батальон майора Арие Итзхаки (на тот момент он был в составе 274-й бригады Гонена) атаковал египетские позиции на холме Хамуталь, атака была отбита ПТУРами, 3 «Центуриона» было брошено на холме. Это была восьмая по счёту с начала войны неудачная попытка взять Хамуталь.
21 октября танки 500-й бригады 162-й дивизии окружили египтян в Фаиде. В этот день был убит командир 429-го батальона Арие Итзхаки. 22 октября израильтяне, нарушив заключенное перемирие, начали штурм Суэца. 430-й батальон попал под сильный египетский огонь и отступил бросив 9 «Центурионов» из 18. За два дня местное ополчение египтян отбило атаку дивизии, уничтожив 40 израильских танков, в основном «Центурионов».
Множество израильских «Центурионов», было уничтожено в послевоенных столкновениях.
- Итоги

По итогам боевых действий, израильские танкисты отмечали, что лобовая броня «шотов» не обеспечивала никакой защиты от новых 115-мм снарядов, применявшихся арабскими танками Т-62. Отмечалась положительная разница в максимальных углах наклона орудия «Центуриона» и танках советского производства, что позволяло израильтянам поражать танки противника самим находясь в не досягаемости ответного огня.
Всего в ходе войны было выведено из строя 600 израильских танков «Центурион» из 1000 имевшихся. Как указывали британские историки, особенно тяжёлые потери «Центурионы» понесли от попаданий новых кумулятивных снарядов танков Т-55. Несколько десятков израильских «Центурионов» было захвачено противником: Египет захватил около 30-35 «Центурионов» (столько же сколько потерял в 1967 году), Сирия захватила 40, Ирак 11 и Иордания 4. Уровень ремонтопригодности подбитых израильских составил 60 %, у иорданских составил 55 %.
В середине 1974 года Великобритания из состава своей армии передала Израилю 400 танков «Центурион» как указывалось «для восполнения потерянных в войне». Сумма сделки составила 30 миллионов фунтов стерлингов. В результате к концу 1974 года Израиль почти восстановил парк «Центурионов» до довоенных 1000 машин.
Израильский закон предусматривает, что единственный сын семейства не может служить в таких частях без письменного разрешения обоих родителей. После Войны Судного дня родители нередко придерживали разрешение для своего сына, желающего стать танкистом, если он не поступал на службу в воинскую часть оснащённую танками «Центурион».

### Война за Огаден
(1982, Сомали) — в 1982 году Кувейт поставил Сомали 40 танков «Центурион». Они участвовали в столкновениях с эфиопами на границе, а также с местными партизанами.

### Фолклендская война
(1982, Великобритания) — были задействованы безбашенные ремонтные «Центурион» BARV.

### Гражданская война в Ливане
(1977—1982, Израиль) — использовались Израилем в ходе Гражданской войны в Ливане.
Впервые израильские танки пересекли границу Ливана 16 сентября 1977 года. Основной удар израильские танки направили на поддержку наступления фалангистов на удерживаемый палестинцами приграничный город Хиам. Всего израильтянами были занят 6 высот. Наиболее крупная группа войск в составе около 100 израильских солдат и от 7 до 12 «Центурионов» заняла приграничный холм Таллет аль-Шерика и обстреливала палестинские позиции в Хиаме. По Хиаму и его окрестностям было выпущено около 2000 танковых, миномётных и артиллерийских снарядов.
О каких либо потерянных танках в этой операции информации нет. Хиам штурмовать не стали, в городе в результате обстрелов было убито лишь 15 из 200 человек гарнизона ООП, хотя материальный ущерб был значительным. 26 сентября танки были выведены с территории Ливана. Для фалангистов израильтяне оставили 3 лёгких танка. Использованные танки были «Центурионами», а также по неподтверждённой информации могли быть ещё использованы «лёгкие танки» и M48.
16 февраля 1978 года израильский грузовик пересёк границу и проехал 2 км до деревни Мэри, в ней он был обстрелян из города Хиам. Подкрепление из одного танка, БТРа и джипа, перешедшее границу спасло грузовик.
В марте 1978 года Израиль ввёл танки «Центурион» на территорию Ливана во время операции «Литани». В частности на восточном направлении в наступлении участвовала 188-я бригада из состава 36-й танковой дивизии. Колоннам бронетехники удалось сломить палестинское сопротивление, проблемы возникли только на восточном направлении, где 22 «Центуриона» 36-й дивизии подорвались на минах, в результате в этом секторе темп продвижения был минимальным.
8 мая 1979 года три палестинских боевика совершили рейд на приграничную израильскую деревню Рамин. На следующий день 400 израильских солдат при поддержке танков пересекли границу для поиска боевиков, которые предположительно укрылись в ливанской деревне Шакра. Боевиков так и не удалось обнаружить после чего танки вернулись на свою территорию.
В июне 1982 года Израиль начал операцию «Мир Галилее».
8 июня во время боёв за Джеззину произошло первое столкновение с сирийскими танками. На городской окраине израильские «Центурионы» попали под сосредоточенный огонь Т-62 и ПТУР. Бой продолжался до наступления темноты, израильтянам ценой немалых потерь все же удалось выбить сирийцев из города, при этом потеряв 10 «Центурионов», сирийцы лишились 3 Т-62.
В ночь на 9 июня рота «Центурионов» попала в засаду вблизи города Эйн-Зхальты, организованную двумя батальонами танков Т-62. В первые же минуты боя было потеряно два «Центуриона». В дальнейшем колонна понесла ещё более значительные потери. Сирийцы также потеряли несколько танков, однако наступление было временно остановлено. Позже Эйн-Зхальта была взята.
22 июня две израильских танковых бригады атаковали прикрывающие шоссе Бейрут — Дамаск позиции сирийцев и угодили под перекрестный огонь противотанковых средств. Только после массированного налёта авиации танкистам удалось вырваться из-под огня, потеряв в этом столкновении 18 единиц техники («Центурионы» и БТР М113).
Согласно некоторым источникам один сирийский Т-72 был уничтожен 105-мм орудием «Центуриона», сирийское командование не подтверждало каких либо потерь Т-72 от огня танков во время войны.
За время всей операции «Мир Галилее» был выведен из строя 21 танк «Центурион», из низ 8 были полностью уничтожены.

### Гражданская война в Анголе
(1988—1989, ЮАР)
В августе 1987 года для поддержки вторжения на территорию Анголы (операция «Модулер») впервые была переброшена рота танков «Олифант» 8-й бронетанковой дивизии.
1 ноября во время движения колонны танков погиб один из командиров «Олифантов». Когда танк снёс дерево, командир не спрятался в люк и его прибило деревом.
9 ноября произошёл первый танковый бой в котором были уничтожены два ангольских танка Т-55, в свою очередь один «Олифант» был выведен из строя попаданием из Т-55.
13 января 1988 года ЮАР начало первое массированное наступление на ангольский город Куито-Куанавале. Атака была отбита кубинской авиацией и ангольской артиллерией. В ходе боя по кубинским данным было выведено из строя 7 танков «Олифант». В южноафриканских источниках удалось найти информацию что 1 «Олифант» в тот день был выведен из строя ударом МиГ-21 и ещё 3 таких танка вышли из строя из за поломок.
14 февраля произошёл единственный танковый бой между южноафриканскими и кубинскими танками. В ходе боёв «Олифанты» подбили 3 кубинских Т-55 и 1 «Олифант» был подбит огнём кубинского танка.
19 февраля 4-й пехотный батальон ЮАР при поддержке «Олифант» и «Рателей» попробовал атаковать батальон 59-й ангольской бригады. Бронетехника была остановлена налётами кубинских «МиГов» и ударами артиллерии.
25 февраля 61-й механизированный батальон, в составе которого находились 20 «Олифантов» и множества «Рателей», начал первую атаку на Тампо («операция Хупер»). В начале операции 3 танка подорвались на минах, 1 БРЭМ пытавшийся эвакуировать подбитый танк получил прямое попадание 130-мм снаряда из пушки М-46 и был полностью уничтожен. Позже ещё 1 «Олифант» и 1 «Ратель» были выведены из строя и уничтожены ещё 3 других бронемашины. Потеря 4 танков и 5 бронемашин за один день заставила юаровцев сменить тактику. При этом сторона противника — ФАПЛА и кубинцы не понесли никаких потерь в этом бою.
29 февраля 61-й батальон в составе 16 «Олифантов» начал вторую атаку на Тампо, ещё до встречи с противником 5 танков вышли из строя по техническим причинам. Как указывали южноафриканские источники в ходе боя ещё 6 «Олифантов» вышли из строя, своим ходом назад вернулось только 5 танков из 16.
23 марта во время третьей атаки на Тампо три «Олифанта» 61-го батальона было захвачено кубинцами, ещё два «Олифанта» потерявшие ход из за подрывов на минах юаровцы успели эвакуировать.
На броне южноафриканских танков любили передвигаться унитовцы. Такие поездки приводили к ужасным последствиям, после того как «Олифанты» подрывались на минах по ним концентрировался огонь артиллерии, и пехота УНИТА несла огромные потери. Танкисты «Олифантов» рассказывали что их точные потери оценить практически невозможно, танки были полностью облеплены убитыми унитовскими боевиками.
После третьей подряд неудачной попытки взять Тампо, юаровцы больше не принимали попыток массового наступления танками «Олифант», в выполнении главной задачи — взятии Куито-Куанавале они потерпели поражение.
Всего в за время войны ЮАР в Анголе использовала 34 танка «Олифант». В общей сумме по южноафриканским данным «Олифанты» в ходе войны выходили из строя как минимум 20 раз, из них 3 танка остались на территории противника. По данным кубинских источников в ходе войны «Олифанты» подбивались не менее 24 раз.. Если рассматривать указанные выше отрывки из южноафриканских источников то в сумме получается как минимум 24 случая выхода из строя, но сюда включены и технические причины.

### Война в Персидском заливе
(1990—1991, Кувейт, Великобритания)
Перед войной с Ираком Кувейт имел 40 танков «Центурион»; среди сумевших отступить в Саудовскую Аравию танков «Центурион» уже не было. Британская армия собиралась задействовать в ходе операции «Буря в пустыне» 12 танков типа «Центурион» Mk.5 AVRE. Во время подготовительных стрельб у 3 из 12 танков взорвался боекомплект. Иракская сторона также имела танки «Центурион», но об их использовании информация неизвестна.

## «Центурион» в СССР и России
СССР получил один английский «Центурион» из Кореи в 1952 году, три израильских из Египта в 1973 году и один юаровский «Олифант» из Анголы в 1988 году. Кроме того, один выведенный из строя «Центурион» был доставлен в Россию из Сирии в 2018 году (танк в Сирию был поставлен Иорданией и имел два попадания 125-мм снарядов Т-72 в бою в ноябре 2015 года).

## Оценка проекта
В танк при его создании были заложены огромные возможности для модернизации. Машина, разработанная ещё во время Второй мировой войны и выпущенная в 1945 году, на протяжении полувека смогла оставаться в строю. Постоянное обновление вооружения, систем ведения огня, усиление бронирования позволяло бороться с танками более новых моделей вплоть до 80-х годов XX века. Несмотря на установки новых двигателей и трансмиссии, она уступала в подвижности и маневренности даже более старым машинам и имела низкий запас хода. Обладала отличной надёжностью и живучестью. Имела неплохую проходимость, но высокая масса (до 51 т) иногда приводила к проблемам (Британские танки Мк3 в войне в Корее испытывали большие трудности с преодолением мостов).